# Cochranella mache
Cochranella mache är en groddjursart som beskrevs av Juan M. Guayasamin och Bonaccorso 2004. Cochranella mache ingår i släktet Cochranella och familjen glasgrodor. IUCN kategoriserar arten globalt som starkt hotad. Inga underarter finns listade i Catalogue of Life.